# Дойна Робу
Дойна Робу (22 липня 1967) — румунська академічна веслувальниця.
Срібна призерка Олімпійських Ігор 1992 року в складі вісімки, учасниця 1988, 1996 років.
Чемпіонка світу 1990 (розпашні четвірки без стернової), 1993 (вісімки) років, срібна призерка 1986 року в складі парної четвірки, бронзова призерка 1991 року в складі вісімки.